# بطولة أوروبا لألعاب القوى 2024 – رمي المطرقة للسيدات
أقيمت مسابقة رمي المطرقة للسيدات في بطولة أوروبا لألعاب القوى 2024 في ملعب أولمبيكو في روما، إيطاليا يومي 9 و10 يونيو 2024.

## الأرقام القياسية
| الأرقام القياسية المسجلة قبل بطولة أوروبا لألعاب القوى 2024 | الأرقام القياسية المسجلة قبل بطولة أوروبا لألعاب القوى 2024 | الأرقام القياسية المسجلة قبل بطولة أوروبا لألعاب القوى 2024 | الأرقام القياسية المسجلة قبل بطولة أوروبا لألعاب القوى 2024 | الأرقام القياسية المسجلة قبل بطولة أوروبا لألعاب القوى 2024 |
| ----------------------------------------------------------- | ----------------------------------------------------------- | ----------------------------------------------------------- | ----------------------------------------------------------- | ----------------------------------------------------------- |
| الرقم القياسي العالمي                                       | أنيتا ولدريزتش (بولندا)                                     | 82.98 متر                                                   | وارسو، بولندا                                               | 28 أغسطس 2016                                               |
| الرقم القياسي الأوروبي                                      | أنيتا ولدريزتش (بولندا)                                     | 82.98 متر                                                   | وارسو، بولندا                                               | 28 أغسطس 2016                                               |
| الرقم القياسي للبطولة                                       | أنيتا ولدريزتش (بولندا)                                     | 78.94 متر                                                   | برلين، ألمانيا                                              | 18 أغسطس 2018                                               |
| الرقم الرائد عالمياً                                         | بروك أندرسن (الولايات المتحدة الأمريكية)                    | 79.92 متر                                                   | توسون، الولايات المتحدة                                     | 4 مايو 2024                                                 |
| الرقم الرائد أوروبا                                         | زالينا مارغييفا (MDA)                                       | 75.95 متر                                                   | بالشيك، بلغاريا                                             | 21 مايو 2024                                                |

## الجدول
جميع الأوقات بالتوقيت المحلي (UTC+2)
| تاريخ         | وقت   | الجولة   |
| ------------- | ----- | -------- |
| 09 يونيو 2024 | 10:05 | التصفيات |
| 10 يونيو 2024 | 21:33 | النهائي  |

## النتائج
| رموز واختصارات في رياضة ألعاب القوى |
| --- |
| \| NR : رقم وطني (رقم جديد في السجل الوطني) OR : رقم أولمبي (رقم جديد في السجل الأولمبي) PB : رقم شخصي (أفضل رقم شخصي) SB : أفضل أداء شخصي في الموسم (الأفضل في الموسم) WL : أفضل أداء عالمي لهذا العام (رائد عالمي) WR : رقم عالمي (رقم قياسي عالمي) ER : رقم قياسي أوروبي EL : أفضل نتيجة للموسم في أوروبا DNF: لم يكمل السباق DNS: لم يبدأ السباق DQ : استبعاد (عدم الأهلية) NM : لم يتم تسجيل أي اختبار صحيح (لا توجد علامة) Q : التأهل "مباشرة" إلى الجولة التالية (أو إلى المسابقة التالية)، خلال مسابقة كبرى بفضل الترتيب أو تحقيق الحد الأدنى q : التأهل إلى الجولة التالية (أو المسابقة التالية)، خلال مسابقة كبرى بفضل إعادة التصفيات أو تحقيق أحد أفضل العروض بين أولئك "غير المتأهلين بشكل مباشر" (بفضل أفضل وقت أو أفضل مسافة) x : محاولة فاشلة \| |
| NR : رقم وطني (رقم جديد في السجل الوطني) OR : رقم أولمبي (رقم جديد في السجل الأولمبي) PB : رقم شخصي (أفضل رقم شخصي) SB : أفضل أداء شخصي في الموسم (الأفضل في الموسم) WL : أفضل أداء عالمي لهذا العام (رائد عالمي) WR : رقم عالمي (رقم قياسي عالمي) ER : رقم قياسي أوروبي EL : أفضل نتيجة للموسم في أوروبا DNF: لم يكمل السباق DNS: لم يبدأ السباق DQ : استبعاد (عدم الأهلية) NM : لم يتم تسجيل أي اختبار صحيح (لا توجد علامة) Q : التأهل "مباشرة" إلى الجولة التالية (أو إلى المسابقة التالية)، خلال مسابقة كبرى بفضل الترتيب أو تحقيق الحد الأدنى q : التأهل إلى الجولة التالية (أو المسابقة التالية)، خلال مسابقة كبرى بفضل إعادة التصفيات أو تحقيق أحد أفضل العروض بين أولئك "غير المتأهلين بشكل مباشر" (بفضل أفضل وقت أو أفضل مسافة) x : محاولة فاشلة       |

### جولة التصفيات
معيار التأهل للجولة النهائية هي مسافة 71.50 مترًا أو تتأهل أفضل 12 لاعبة أداءً.
| المركز | المجموعة | الرياضية                     | البلد           | #1    | #2    | #3    | النتيجة | ملاحظات  |
| ------ | -------- | ---------------------------- | --------------- | ----- | ----- | ----- | ------- | -------- |
| 1      | A        | كاترين كوش ياكوبسن           | الدنمارك        | x     | 72.88 |       | 72.88   | Q, SB    |
| 2      | B        | سارة فانتيني                 | إيطاليا         | 71.16 | x     | 72.28 | 72.28   | Q        |
| 3      | B        | روز لوغا                     | فرنسا           | 71.70 |       |       | 71.70   | Q        |
| 4      | B        | زالينا مارغييفا              | مولدوفا         | 70.81 | 71.33 | r     | 71.33   | q        |
| 5      | B        | أنيتا ولدريزتش               | بولندا          | 69.18 | 71.08 | 71.27 | 71.27   | q        |
| 6      | B        | سيليا كوسونين                | فنلندا          | 69.99 | 69.96 | 70.94 | 70.94   | q        |
| 7      | A        | نيكولا توتهيل                | جمهورية أيرلندا | 65.76 | 69.04 | 69.85 | 69.85   | q, NU23R |
| 8      | A        | مالوينا كوبرون               | بولندا          | 67.56 | 68.59 | 69.13 | 69.13   | q        |
| 9      | A        | ريكا غيوراتز                 | المجر           | 59.77 | x     | 69.06 | 69.06   | q, SB    |
| 10     | A        | آنا بورتشاس                  | بريطانيا العظمى | 68.91 | 64.56 | 66.44 | 68.91   | q        |
| 11     | A        | هانا سكايدان                 | أذربيجان        | 64.66 | 68.80 | x     | 68.80   | q        |
| 12     | B        | كاتارزينا فورمانيك           | بولندا          | 67.75 | 68.19 | 68.66 | 68.66   | q        |
| 13     | A        | راتشيل موري                  | إيطاليا         | 66.74 | 67.18 | 68.52 | 68.52   | SB       |
| 14     | B        | راتشيل موري                  | بريطانيا العظمى | 55.56 | 68.47 | x     | 68.47   |          |
| 15     | A        | إليزابيث روث رونارسدوتير     | آيسلندا         | x     | 68.02 | x     | 68.02   |          |
| 16     | B        | سامانثا بوروتا               | ألمانيا         | x     | 68.00 | x     | 68.00   |          |
| 17     | B        | غودرون كاريتاس هالغريمسدوتير | آيسلندا         | 67.32 | x     | 67.57 | 67.57   |          |
| 18     | A        | ألكسندرا تافيرنيه            | فرنسا           | 63.35 | 67.11 | 65.06 | 67.11   |          |
| 19     | B        | ستاماتيا سكارفيليس           | اليونان         | 66.06 | 65.93 | 67.10 | 67.10   |          |
| 20     | A        | بيانكا فلورنتينا غيلبر       | رومانيا         | 66.70 | 65.03 | x     | 66.70   |          |
| 21     | B        | فالنتينا سافا                | قبرص            | 66.58 | 65.91 | x     | 66.58   |          |
| 22     | A        | بياتريس نيدبيرغ لانو         | النرويج         | 66.53 | x     | 66.49 | 66.53   |          |
| 23     | A        | كريستا تيرفو                 | فنلندا          | 66.16 | x     | 65.36 | 66.16   |          |
| 24     | B        | إيرينا كليميتس               | أوكرانيا        | 64.69 | 66.11 | x     | 66.11   |          |
| 25     | A        | غريت ألبيرغ                  | السويد          | 65.18 | 65.47 | x     | 65.47   |          |
| 26     | A        | ثيا لوفمان                   | السويد          | 54.65 | x     | 64.31 | 64.31   |          |
| 27     | A        | فيرونيكا كانوخوفا            | سلوفاكيا        | 63.85 | x     | x     | 63.85   |          |
| 28     | B        | سوفي كوسكينين                | فنلندا          | 62.72 | 60.59 | x     | 62.72   |          |
| 29     | B        | مارتينا هراشنوفا             | سلوفاكيا        | 61.46 | x     | x     | 61.46   |          |
|        | B        | ريبيكا هاليرث                | السويد          | x     | x     | x     | NM      |          |

### النهائي
بدأت المباراة النهائية في 10 يونيو 2024 الساعة 21:33. وكسر التعادل بين جاكوبسن ومارغيفا رمية صاحبة ثاني أفضل نتيجة، حيث تفوقت جاكوبسن على مارغيفا التي سجلت رمية بلغت 70,46 مترًا، متفوقة على مارغيفا التي سجلت رمية بلغت 69,66 مترًا.
| المركز | الرياضية           | البلد           | #1    | #2    | #3    | #4    | #5    | #6    | النتيجة | ملاحظات |
| ------ | ------------------ | --------------- | ----- | ----- | ----- | ----- | ----- | ----- | ------- | ------- |
| الأول  | سارة فانتيني       | إيطاليا         | 70.05 | 72.30 | 72.61 | 74.18 | 70.77 | 70.71 | 74.18   | SB      |
| الثاني | أنيتا ولدريزتش     | بولندا          | 71.42 | 71.93 | 71.91 | 72.92 | 72.24 | 71.20 | 72.92   | SB      |
| الثالث | روز لوغا           | فرنسا           | 69.31 | x     | 67.16 | 72.68 | 70.64 | x     | 72.68   | PB      |
| 4      | سيليا كوسونين      | فنلندا          | 70.52 | 72.06 | 71.75 | 71.27 | 67.87 | x     | 72.06   |         |
| 5      | كاترين كوش ياكوبسن | الدنمارك        | x     | 70.57 | x     | 70.46 | 70.11 | 70.32 | 70.57   |         |
| 6      | زالينا مارغييفا    | مولدوفا         | 69.66 | 70.57 | 68.96 | x     | 69.19 | x     | 70.57   |         |
| 7      | مالوينا كوبرون     | بولندا          | x     | 69.72 | x     | 68.48 | 68.50 | x     | 69.72   |         |
| 8      | آنا بورتشاس        | بريطانيا العظمى | 68.15 | 65.78 | 69.24 | 65.96 | 65.84 | x     | 69.24   |         |
| 9      | نيكولا توتهيل      | جمهورية أيرلندا | 66.85 | 69.09 | 66.29 |       |       |       | 69.09   |         |
| 10     | هانا سكايدان       | أذربيجان        | 66.27 | 68.10 | x     |       |       |       | 68.10   |         |
| 11     | كاتارزينا فورمانيك | بولندا          | 67.11 | 67.50 | x     |       |       |       | 67.50   |         |
| 12     | ريكا غيوراتز       | المجر           | 66.68 | x     | x     |       |       |       | 66.68   |         |